# Alexander Löhr
Pour les articles homonymes, voir Lohr (homonymie).
Alexander Löhr (20 mai 1885 à Turnu-Severin, Roumanie – 26 février 1947 à Belgrade, Yougoslavie) est un officier de l’armée de l’air autrichienne, puis, après l’Anschluss, un général de la Luftwaffe. Il fut exécuté en raison de son rôle dans le bombardement de Belgrade en 1941 et dans les assassinats de civils commis en Yougoslavie.

## Les premières années
Löhr combat pendant la Première Guerre mondiale comme commandant d’un peloton du bataillon de pionniers du 85e régiment de l’armée austro-hongroise.
En 1921, il est promu au grade de lieutenant-colonel ; de cette date à 1934, il occupe de nombreux postes d’état-major, dont celui de directeur des forces aériennes au sein du ministère des armées de la république autrichienne. En 1934, il est nommé commandant de la petite force aérienne autrichienne, poste qu’il conserve jusqu’à l’Anschluss en 1938.

## Au sein de la Luftwaffe
Le 15 mars 1938, Löhr est transféré dans la Luftwaffe ; promu lieutenant-général, il commande les forces aériennes stationnées en Autriche. De mai 1939 à juin 1942, il commande la 4e Luftflotte sur le front de l’est : cette unité commet notamment les bombardements de Varsovie en septembre 1939 et de Belgrade en avril 1941.
Löhr commande ensuite la 12e armée allemande de juillet à décembre 1942 ; il est ensuite nommé commandant en chef du front sud-est et du groupe d’armée à la tête duquel il participa avec succès à la campagne du Dodécanèse. Il est le dernier commandant des armées du groupe d'armées E dont les dernières unités capitulent le 15 mai 1945.
Emprisonné en Yougoslavie du 15 mai 1945 au 26 février 1947, il est jugé coupable de crimes de guerre à l’encontre de civils yougoslaves et fusillé.

## Décorations
- Ordre de François-Joseph Autriche-Hongrie, croix de chevalier avec décoration de guerre
- Croix du Mérite militaire (Autriche-Hongrie) 3e classe avec décoration de guerre et épées
- Médaille du Mérite militaire (Autriche-Hongrie) en bronze avec ruban de guerre avec épées
- Médaille du Mérite militaire (Autriche-Hongrie) en argent avec ruban de guerre avec épées
- Médaille des blessés (Autriche-Hongrie) avec 4 rayures (4 blessures)
- Ordre du mérite de Bavière 4e classe avec épées
- Croix de fer 1939 1re et 2e classe
- Insigne de pilote-observateur en or avec brillants
- Croix de chevalier de la croix de fer (30 septembre 1939)
  - Feuilles de chêne (20 janvier 1945)
- Mentionné 11 fois dans le Wehrmachtbericht (12 avril 1941, 23 avril 1941, 8 août 1941, 11 octobre 1941, 12 octobre 1941, 19 mai 1942, 20 mai 1942, 30 mai 1942, 26 juin 1944, 19 janvier 1945 et 9 mai 1945)